# Barcelona Jazz Orquestra

Barcelona Jazz Orquestra amb Susana Sheiman i Brad Leali, al Festival de Jazz de Foix (França)

La Barcelona Jazz Orquestra és la primera big band de jazz estable de la ciutat de Barcelona. L'orquestra, fundada el 1996, està formada per alguns dels més reconeguts músics de Catalunya, com el pianista Ignasi Terraza, els saxos Víctor de Diego o Xavi Figuerola, o el magnífic bateria de París Jean Pierre Derouard.
La direcció musical del conjunt està al càrrec del trombonista Dani Alonso, que aporta vitalitat i energia al conjunt, tot continuant la tasca iniciada pel seu fundador i antic director, Oriol Bordas.
Des de fa més de 15 anys la Barcelona Jazz orquestra actua cada darrer diumenge de mes a la sala Apolo de Barcelona, en unes sessions de ball de Swing.
La Barcelona jazz orquestra ha realitzat concerts en importants festivals internacionals com el Festival de Marciac en el que hi ha ha actuat diverses vegades, la darrera el passat març de 2014 en una gira de concerts de presentació del seu darrer disc amb Jon faddis. També ha actuat importants escenaris de Catalunya com a l'auditori de Barcelona dins del festival de Jazz de Barcelona de 2014

## Discografia
- September in the Rain. BJO + Jesse Davis + Randy Greer. 2001 Swingfònic records, 2009 Swit Records.
- Once Upon a Time. BJO + Nicholas Payton + Susana Sheiman. 2010 Temps Record.
- Our Man Benny. BJO + Phil Woods. 2012 Temps Record.
- Dizzy's Business. BJO + Jon Faddis. 2014 Temps Record